# Einspruchsverfahren
Das Einspruchsverfahren ist das außergerichtliche Rechtsbehelfsverfahren im deutschen Steuerrecht. Es ist in den §§ 347 ff. der Abgabenordnung (AO) geregelt. Hält der Steuerpflichtige den gegen ihn ergangenen Steuerbescheid einer Finanzbehörde für fehlerhaft, kann er schriftlich Einspruch einlegen. Einspruchsbehörde ist die Finanzbehörde, die den Verwaltungsakt erlassen hat (§ 367 Abs. 1 AO). Die Einspruchsfrist beträgt einen Monat nach Bekanntgabe des Verwaltungsakts. Aufgrund des Einspruchs überprüft die Finanzbehörde den angegriffenen Verwaltungsakt insgesamt (§ 367 Abs. 2 Satz 1 AO). Dabei gelten die allgemeinen Vorschriften der Abgabenordnung sinngemäß (§ 365 Abs. 1 AO). Deshalb bezeichnet man das Einspruchsverfahren auch als „verlängertes Festsetzungsverfahren“. Das Einspruchsverfahren ist kostenfrei,  selbst wenn der Einspruch erfolglos bleibt.
Im Einspruchsverfahren ist eine Verböserung möglich (§ 367 Abs. 2 Satz 2 AO). Die Finanzbehörde muss den Einspruchsführer jedoch zuvor auf diese Möglichkeit hinweisen und zur Sache anhören. Er kann seinen Einspruch dann gegebenenfalls zurücknehmen.
Ein Einspruch hat keine aufschiebende Wirkung (§ 361 Abs. 1 AO). Die Behörde kann daher trotz Einspruchs vollstrecken. Sie kann aber die Aussetzung der Vollziehung gewähren, wenn ernsthafte Zweifel an der Rechtmäßigkeit des Verwaltungsaktes bestehen oder die Vollziehung eine unbillige Härte bedeuten würde (§ 361 AO).
Das Einspruchsverfahren endet mit einem Änderungs- oder Abhilfebescheid, der dem Einspruch ganz oder teilweise stattgibt, oder einer Einspruchsentscheidung. Beide können Gegenstand einer gerichtlichen Überprüfung nach Klageerhebung werden. Das Einspruchsverfahren ist ein Vorverfahren für das gerichtliche Rechtsbehelfsverfahren der Klage gemäß § 44 Finanzgerichtsordnung (FGO), Ausnahmen hiervon stellen die Sprungklage (§ 45 FGO) und die Untätigkeitsklage (§ 46 FGO) dar. Ohne ein ganz oder teilweise erfolgloses Einspruchsverfahren kann eine Klage beim Finanzgericht also grundsätzlich nicht erhoben werden.
In der Finanzverwaltung ist die Filterwirkung des außergerichtlichen Rechtsbehelfsverfahrens besonders hoch. Im Jahr 2020 erledigten die Finanzämter in Deutschland etwa 3,2 Millionen Einsprüche. In knapp 2,1 Millionen Fällen (66 %) waren die Einspruchsführer nach der Einspruchsstatistik 2020 des Bundesministeriums der Finanzen erfolgreich. Weniger als 2 % der Einsprüche führten 2020 laut einer Statistik des Bundesministeriums der Finanzen zu einer Klage. Die Anzahl der unerledigten Einsprüche betrug gut 2,7 Millionen, was einem Zuwachs von 10,7 % zum Vorjahr bedeutet.